# Tư Mã Tương Như
Tư Mã Tương Như (chữ Hán: 司馬相如; 179 TCN - 117 TCN), biểu tự Trường Khanh (長卿), là một thi nhân văn sĩ rất đa tài, văn hay, đàn giỏi đời Tây Hán.
Ông nổi tiếng với thể loại phú. Tác phẩm của ông còn có Tử hư phú (子虚赋), Thượng lâm phú (上林赋). Lời phú hoa lệ mà cấu thành hoàn hảo, hậu nhân gọi ông là Phú Thánh (賦聖), là đại diện tiêu biểu của đại thi gia về phú. Ông cùng Trác Văn Quân đi vào truyền thuyết và thi văn như những nhân vật tài nghệ tiêu biểu.

## Tiểu sử
Tư Mã Tương Như người ở Thành Đô, Thục Quận (nay là Tứ Xuyên). Ông có bản danh Khuyển Tử (犬子), sau do thăm mộ của Lận Tương Như mà đổi tên thành Tương Như. Khi rời quê lên Trường An để lập công danh, đến con sông đầu làng, Tương Như viết trên cầu một câu: "Bất thừa cao xa tứ mã, bất phục quá thử kiều" (Không ngồi xe cao bốn ngựa, không qua lại cầu này nữa).
Vốn con người phóng lãng hào hoa rất mực, ông mua được một chức quan nhỏ thời Hán Cảnh Đế. Cảnh Đế không thích từ phú, làm quan ít lâu, ông chán nên cáo bệnh qua chơi nước Lương, được Lương Hiếu vương Lưu Vũ (em trai cùng mẹ với Cảnh Đế) thu dụng. Lương vương là người có nhiều từ phú tác gia nên Tư Mã Tương Như rất thích. Sau khi Lương Hiếu vương qua đời, Tư Mã Tương Như trở về nước Thục. Đến đâu, Tương Như cũng dùng bút mực và cây đàn để giao thiệp bằng hữu.
Sau Hán Vũ Đế đọc bài Tử hư phú của Tương Như, khen tài mới vời vào triều, ban chức tước. Lại sai chàng cầm cờ tiết, thay nhà vua về Ba Thục chiêu an bọn phụ lão tùng phục nhà Hán. Lần này thỏa chí bình sinh, Tương Như áo gấm vinh quy được người đón rước long trọng. Chàng sáng tác tiếp Thượng lâm phú (上林赋), cùng Tử hư phú về sau trở thành danh tác thời Hán, miêu tả đạt tới cực hạn, biểu hiện ra độ cao tu từ kỹ xảo.
Ít lâu sau, vì lạm dụng sức dân Ba Thục mà dân chúng tại nơi này làm phản. Hán Vũ Đế lệnh Tư Mã Tương Như dụ dân chúng Ba Thục, nên ông làm bài Dụ Ba Thục hịch (喻巴蜀檄). Hán Vũ Đế sau đó phái Tương Như làm sứ đi Tây Nam di, cầm Tiết sứ, phong làm Trung lang tướng đến Tây Nam di, có công trạng, nhưng bị tố giác nhận hối lộ, bèn bị bãi chức. Trước khi chết, ông có làm Phong thiện thư (封禅书), khuyên Hán Vũ Đế tiến hành phong thiện.

## Tác phẩm
Theo Hán thư, Nghệ Văn chí, Tư Mã Tương Như có 29 bài phú, còn tồn lại Tử hư phú, Thượng lâm phú, Đại nhân phú (大人赋),...đặc biệt là Trường môn phú (長門賦).

Ngoài ra, Thượng lâm phú cũng là một danh tác về tả cảnh, được hậu nhân tán dương. Họa sĩ Cừu Anh (仇英) của nhà Minh đã có một tác phẩm họa dựa theo bài phú này, gọi là Thượng lâm đồ (上林图):

### Trường môn phú (長門賦)
Tương truyền, Tư Mã Tương Như làm bài thơ này để giúp Hoàng hậu Trần A Kiều, người bị thất sủng bởi Hán Vũ Đế. Bà tuy xinh đẹp diễm lệ, nhưng ghen ghét thứ thiếp là Vệ Tử Phu nên bị Hán Vũ Đế đày ra Trường Môn cung. Nghe nói Tư Mã Tương Như tại Thành Đô là kinh đô đất Thục giỏi văn, bà mang trăm cân vàng đến mua rượu của Tương Như và Văn Quân, nhờ làm bài văn giải mối sầu bi. Tương Như làm văn dâng khiến Vũ Đế hồi tâm, Trần hoàng hậu lại được sủng hạnh.
| 長門賦 ... 夫何一佳人兮，步逍遙以自虞。 魂踰佚而不反兮，形枯槁而獨居。 言我朝往而暮來兮，飲食樂而忘人。 心慊移而不省故兮，交得意而相親。 . 伊予志之慢愚兮，懷貞愨之懽心。 願賜問而自進兮，得尚君之玉音。 奉虛言而望誠兮，期城南之離宮。 修薄具而自設兮，君曾不肯乎幸臨。 廓獨潛而專精兮，天漂漂而疾風。 登蘭臺而遙望兮，神怳怳而外淫。 浮雲鬱而四塞兮，天窈窈而晝陰。 雷殷殷而響起兮，聲像君之車音。 飄風迴而起閨兮，舉帷幄之襜襜。 桂樹交而相紛兮，芳酷烈之誾誾。 孔雀集而相存兮，玄猿嘯而長吟。 翡翠脅翼而來萃兮，鸞鳳翔而北南。 . 心憑噫而不舒兮，邪氣壯而攻中。 下蘭臺而周覽兮，步從容於深宮。 正殿塊以造天兮，鬱並起而穹崇。 間徙倚於東廂兮，觀夫靡靡而無窮。 擠玉戶以撼金鋪兮，聲噌吰而似鍾音。 . 刻木蘭以為榱兮，飾文杏以為梁。 羅豐茸之遊樹兮，離樓梧而相撐。 施瑰木之欂櫨兮，委參差以槺梁。 時彷彿以物類兮，像積石之將將。 五色炫以相曜兮，爛耀耀而成光。 緻錯石之瓴甓兮，像玳瑁之文章。 張羅綺之幔帷兮，垂楚組之連綱。 . 撫柱楣以從容兮，覽曲臺之央央。 白鶴噭以哀號兮，孤雌跱於枯楊。 日黃昏而望絕兮，悵獨託於空堂。 懸明月以自照兮，徂清夜於洞房。 援雅琴以變調兮，奏愁思之不可長。 案流徵以卻轉兮，聲幼眇而復揚。 貫歷覽其中操兮，意慷慨而自卬。 左右悲而垂淚兮，涕流離而從橫。 舒息悒而增欷兮，蹝履起而彷徨。 揄長袂以自翳兮，數昔日之愆殃。 無面目之可顯兮，遂頹思而就床。 摶芬若以為枕兮，席荃蘭而茞香。 . 忽寢寐而夢想兮，魄若君之在旁。 惕寤覺而無見兮，魂迋迋若有亡。 眾雞鳴而愁予兮，起視月之精光。 觀眾星之行列兮，畢昴出於東方。 望中庭之藹藹兮，若季秋之降霜。 夜曼曼其若歲兮，懷鬱鬱其不可再更。 澹偃蹇而待曙兮，荒亭亭而復明。 妾人竊自悲兮，究年歲而不敢忘。 | Bài phú Trường Môn ... Có một nàng giai nhân chừ, bồi hồi đi lại mãi thôi. Hồn vảng vất mà không về chừ, vóc hình khô héo đơn côi. Từng hứa sớm đi mà tối lại chừ, vui yến tiệc mà quên nhau. Lòng đoạn tuyệt mà chẳng đoái hoài chừ, cùng ai hợp ý tâm đầu. . Thiếp nhớ nhung mà âu sầu chừ, vẫn giữ một mối thành tâm. Chờ chiếu cố mà tiếp kiến chừ, được lời ngọc mà chịu vâng. Nghe tiếng hư mà tưởng thực chừ, ở ly cung tại Thành Nam. Bữa đạm bạc mà tự soạn chừ, nhưng người từng chẳng muốn giá lâm. Chỉ một mình mà trầm tư chừ, trời nổi gió mà ầm ầm. Lên đài lan mà trông xa chừ, chỉ thất vọng mà bần thần. Mây bốn phía mà che khuất chừ, trời âm u mà xa xăm. Nghe sấm dậy mà râm ran chừ, ngỡ tiếng người ra thăm. Nơi khuê phòng mà gió lộng chừ, thổi màn lay động bâng khuâng. Cành quế đan mà rối rít chừ, hương nồng đượm mà toả lan. Công tụ hội mà ôn tồn chừ, vượn đen hót mà dài ngân. Phí thuý chấp cánh mà họp bầy chừ, phượng loan lượn bắc rồi nam. . Tâm sầu muộn mà không nguôi chừ, tà khí thổi mà lạnh lùng. Xuống đài lan mà nhìn quanh chừ, bồi hồi dạo chốn thâm cung. Chính điện cao chọc tới trời chừ, thảy nguy ngất trong không trung. Dừng chân đứng dưới mái đông chừ, nhìn tinh vi lộng lẫy khôn cùng. Đẩy cửa ngọc lay động khuyên vàng chừ, tiếng vang vang vọng tựa chuông rung. . Trạm khắc mộc lan làm rui chừ, trang trí văn hạnh làm rường. Vô số cột được bài trí chừ, xếp đan xen mà linh lung. Lấy gỗ quý mà làm đầu chừ, dựng rải rác trong phòng không. Có thể lấy gì so sánh chừ, núi Tích Thạch sừng sững giương. Năm sắc cùng nhau tương chiếu chừ, ánh toả xán lạn huy hoàng. Xếp đá hoa trên nền gạch chừ, tựa mai rùa vẽ hoa văn. Treo lụa bạch làm màn che chừ, rủ tơ Sở làm dây chăng. . Nâng then cửa bước ung dung chừ, ngắm Khúc Đài sao mênh mông. Hạc trắng kêu nghe thảm thiết chừ, chim lẻ trên cành mỏi trông. Trời hoàng hôn lòng đứt tuyệt chừ, một mình buồn bã phòng không. Trăng cao soi bóng lẻ loi chừ, đêm thanh tàn chốn thâm cung. Lấy đàn biến tấu nhã khúc chừ, giải nỗi sầu mà lại chẳng xong. Chuyển theo âm chuỷ lưu loát chừ, tiếng nhẹ nhàng mà du dương. Suốt khúc đàn tỏ tâm tình chừ, bao ý mạnh mẽ trào dâng. Chung quanh buồn rơi lệ chừ, nước mắt chảy ướt dọc ngang. Nén lòng lại thêm nghẹn ngào chừ, xỏ giày đứng dậy bàng hoàng. Nâng tay áo mà che mặt chừ, hối lỗi xưa để tai ương. Mặt mũi nào mà xuất hiện chừ, lòng tủi thẹn lại lên giường. Vò cỏ thơm mà làm gối chừ, đệm trải lan mà ngát hương. . Vừa thành giấc mà mộng tưởng chừ, phách tới bên cạnh quân vương. Hoảng sợ tỉnh mà không thấy chừ, hồn như mất gì kinh hoàng. Nghe gà gáy mà sầu bi chừ, dậy ngước nhìn trăng sáng trong. Xem các sao la liệt xếp chừ, Tất, Mão ló tại phương đông. Ngóng trong sân ảm đạm chừ, tựa tiết thu phủ dày sương. Đêm đằng đẵng như năm dài chừ, nhớ bứt rứt mà chẳng thể nguôi lòng. Hết đi rồi đứng đợi sáng chừ, bình minh dần toả bừng bừng. Thần thiếp trộm buồn tủi chừ, đến già chẳng dám quên quân vương. |

### Khúc Phượng cầu hoàng (鳳求凰)
Trong khi đến đất Lâm Cùng, Tương Như vốn sẵn quen với Vương Cát là quan lệnh ở huyện, nên đến chơi. Cát lại mời Tương Như cùng đi dự tiệc ở nhà Trác Vương Tôn (卓王孙), vốn là quan viên ngoại trong huyện. Nghe tiếng Tương Như đàn hay nên quan huyện cùng Trác Vương Tôn yêu cầu đánh cho một bài. Họ Trác vốn có một người con gái rất đẹp tên Trác Văn Quân, còn nhỏ tuổi mà sớm góa chồng, lại thích nghe đàn. Tương Như được biết, định ghẹo nàng, nên vừa gảy đàn vừa hát khúc "Phượng cầu hoàng" (鳳求凰; Chim phượng trống tìm chim hoàng mái).
| 鳳求凰 ... 鳳兮鳳兮歸故鄉， 遨遊四海求其凰。 時未遇兮無所將， 何悟今兮昇斯堂！ 有艷淑女在閨房， 室邇人遐毒我腸。 何緣交頸為鴛鴦， 胡頡頏兮共翱翔！ | Phượng cầu hoàng ... Phượng hề, phượng hề quy cố hương, Ngao du tứ hải cầu kỳ hoàng, Thời vị ngộ hề vô sở tương, Hà ngộ kim tịch đăng tư đường. Hữu diệm thục nữ tại khuê phường, Thất nhĩ nhân hà sầu ngã trường. Hà duyên giao cảnh vi uyên ương Tương hiệt cương hề cộng cao tường. | Chim phượng cầu chim hoàng (Bản dịch của Trúc Khê) ... Chim phượng, chim phượng về cố hương, Ngao du bốn bể tìm chim hoàng Thời chưa gặp chừ, luống lỡ làng. Hôm nay bước đến chốn thênh thang. Có cô gái đẹp ở đài trang, Nhà gần người xa não tâm tràng. Ước gì giao kết đôi uyên ương, Bay liệng cùng nhau thỏa mọi đường. |

Trác Văn Quân nghe được tiếng đàn, lấy làm say mê, đương đêm bỏ nhà đi theo chàng. Trác ông tức giận, quyết định từ con. Đôi trai gái đó mở một quán nấu rượu. Vợ chồng cùng cặm cụi làm ăn. Câu chuyện này về sau được dân gian truyền tụng, gọi tích là Cầm thiểu Văn Quân (琴挑文君).

## Ảnh hưởng văn học Việt Nam
Trong Bích Câu kỳ ngộ có câu:
"Cầu hoàng tay lựa nên vần,
"Tương Như lòng ấy, Văn Quân lòng nào.
Trong Đoạn trường tân thanh hay Truyện Kiều của Nguyễn Du cũng có câu:
"Khúc đâu Tư Mã phượng cầu,
"Nghe ra như oán, như sầu phải chăng!
Và Nguyễn Bính trong bài "Hoa với Rượu" cũng có câu:
Như truyện Tương Như và Trác Thị
Đưa nhau về ở đất Lâm Cùng
Vườn cam trắng xóa hoa cam rụng
Tôi với em Nhi kết vợ chồng!